# Fondazione Scopelliti
La fondazione "Antonino Scopelliti" è un ente no-profit antimafia italiano, con sedi a Roma e Reggio Calabria.

## Storia
La fondazione venne creata nel mese di agosto del 2007 in memoria del magistrato calabrese Antonino Scopelliti, sostituto procuratore generale della Suprema Corte di Cassazione ucciso dalla 'ndrangheta, è apolitica e apartitica. La Fondazione è presieduta da Rosanna Scopelliti, figlia del magistrato.

## Ambito sociale di azione ed aree di intervento
La Fondazione, essendo nata su iniziativa dei ragazzi del Movimento "Ammazzateci tutti", è di riflesso organizzata secondo un'impostazione snella, non verticistica, informale, soprattutto perché la propria azione è rivolta alla formazione dei giovani di età scolare ed universitaria.
La Fondazione, ispirata altresì nel proprio Statuto ai valori della fratellanza e della solidarietà, offre gratuitamente assistenza alle vittime di mafia, e/o i loro familiari, sia sotto l'aspetto psicologico, sia sotto l'aspetto legale.
Per meglio espletare la propria funzione sociale, la Fondazione si avvale del contributo di diversi magistrati, giornalisti, esponenti del mondo accademico e delle professioni legali, riuniti in comitato scientifico.